# Qui a censuré Roger Rabbit ?
Qui a censuré Roger Rabbit ? (Who Censored Roger Rabbit) est un roman de Gary K. Wolf, publié en 1981 dont a été tiré le film Qui veut la peau de Roger Rabbit de Robert Zemeckis.